# ماريا كروز غونزاليس
ماريا كروز غونزاليس (بالإسبانية: Mari Cruz González)‏ هي لاعب هوكي الحقل إسبانية، ولدت في 23 مايو 1971.

## وصلات خارجية
- ماريا كروز غونزاليس على موقع اللجنة الأولمبية الدولية (الإنجليزية)
- ماريا كروز غونزاليس على موقع أوليمبيديا (الإنجليزية)